# Fast Japanese Spin Cycle
Fast Japanese Spin Cycle è un extended play del gruppo musicale statunitense Guided by Voices, pubblicato in Stati Uniti d'America dalla Engine nel 1994; è stato ristampato nel 2003.

## Tracce
Tutti i brani sono stati scritti da Robert Pollard, eccetto dove indicato diversamente.
Side A
1. 3rd World Birdwatching (Pete Jamison, Jim Pollard, R. Pollard) – 0:42
2. My Impression Now – 2:07
3. Volcano Divers – 1:19
4. Snowman (Kevin Fennell, R. Pollard) – 0:47

Side B
1. Indian Fables (R. Pollard, Tobin Sprout) – 0:42
2. Marchers in Orange [Different Version] (J. Pollard, R. Pollard) – 1:19
3. Dusted [Different Version] – 2:06
4. Kisses to the Crying Cooks – 1:20